# هيو توماس (سياسي)
هيو توماس (بالإنجليزية: Hugh Thomas, Baron Thomas of Swynnerton)‏ (و. 1931 – 2017 م) هو سياسي، ومؤرخ، وأستاذ جامعي بريطاني، ولد في وندزر، بيركشاير، كان عضوًا في الجمعية الملكية للأدب، والأكاديمية الملكية للتاريخ، توفي في لندن، عن عمر يناهز 86 عاماً.

## مناصب
تولى منصب عضو مجلس اللوردات.

## التعليم
تعلم في كلية الفنون في باريس ‏، ومدرسة شيربورن ‏، وكلية كوينز (كامبريدج).

## جوائز
حصل على جوائز منها:
- الصليب الأعظم للنيشان المدني لألفونسو العاشر الحكيم (2014)[8]
- جائزة سومرست موم [الإنجليزية]‏
- قائد الفنون والآداب
- وسام الصليب الأعظم لإيزابيلا الكاثوليكية
- زميل في الجمعية الملكية للأدب.

## روابط خارجية
- هيو توماس على موقع مونزينجر (الألمانية)